# 容器

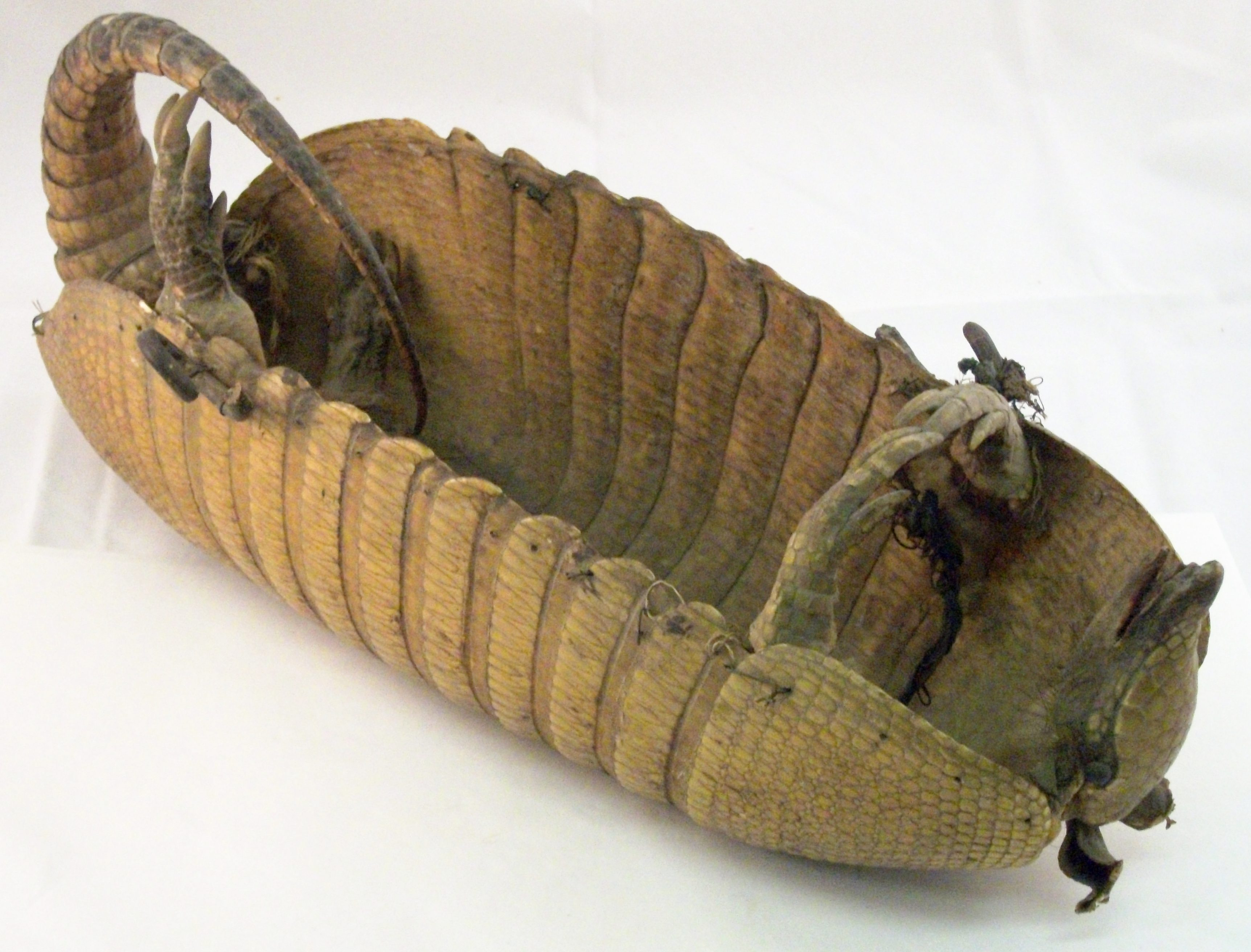
動物の体を加工した容器
画像はアルマジロの体を使ったバッグ。羊や山羊の皮革を加工した水筒は、動物の体を加工した容器としてもっと広く知られており、この種の用途は人類史上最も古い可能性が高い。

容器（ようき）とは、物を入れる器物。「容器」は（中国語と日本語に共通の）漢語であり、大和言葉（和語）では「うつわ（器）」「いれもの（入れ物）」という。外来語もあり、ケースが代表的であるが、細分化された多くの語がある。
最も古く用法も多岐に亘る大和言葉は「うつわ（歴史的仮名遣：うつは、器）」で、古くは「うつわもの（歴史的仮名遣：うつはもの、器、器物）」といった。
英語では "container" が最も近い。この語は日本語には音写形「コンテナー/コンテナ」として入っている。この外来語は由来語にもある1語義（貨物輸送用の器物 = 輸送コンテナ）で用いられることが多いが、広く「容器」の意味で使われることはあり、21世紀前期前半には特に増えてきた。

## 概要

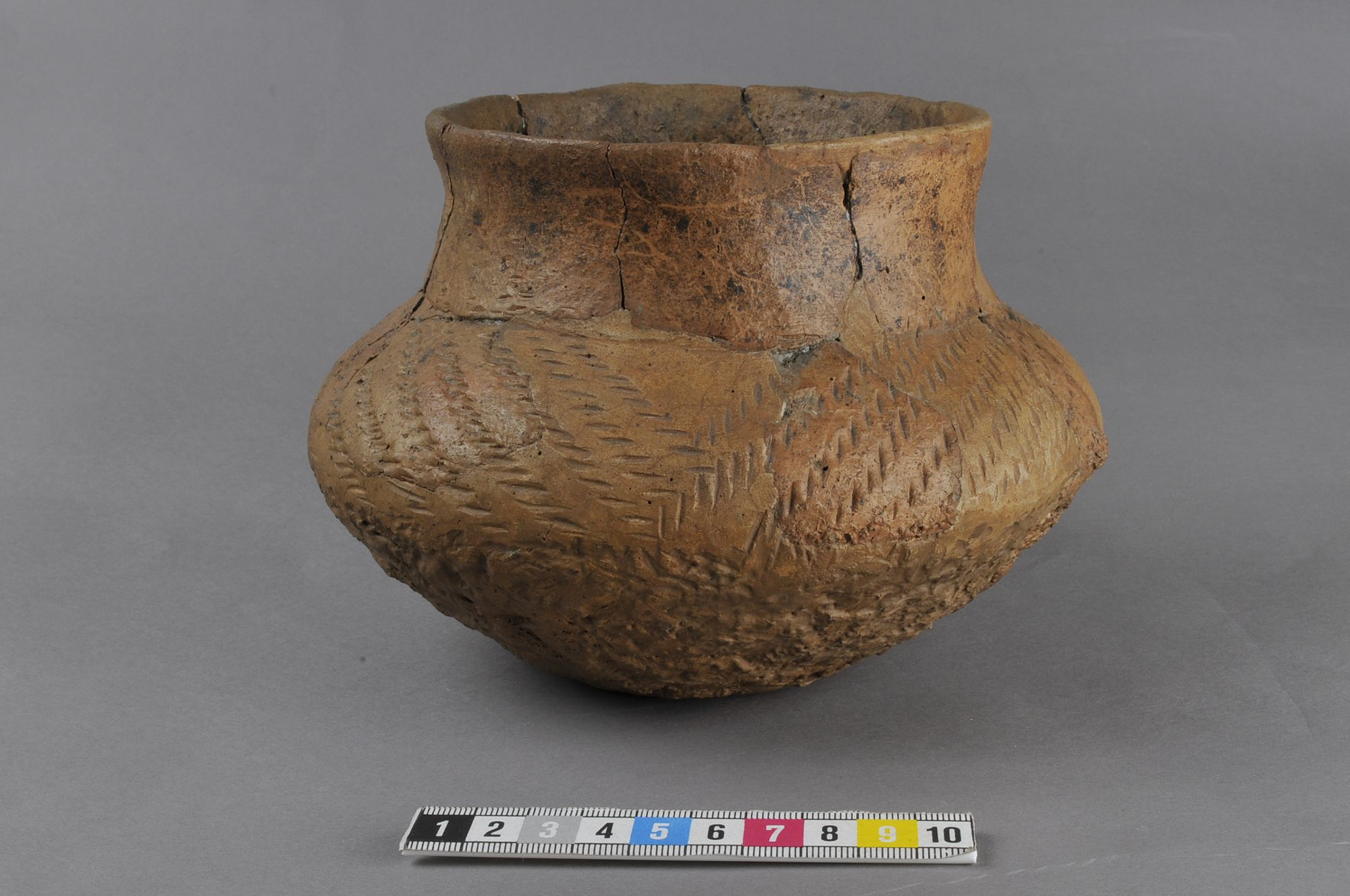
食器としての土器

容器は、物品（主に資源や財産など価値のあるもの）の保管や輸送の際などに、幅広く利用される道具である。用途によっては、装飾が施される場合もあるなど、その形態は様々であるが、入れるものの性質によって様々な機能のものが使い分けられる。
多くの場合において入れられるものの性質に即したものが利用されるが、更には入れられるものに即して新たに用意されるものもあり、汎用のものから専用のものまで、様々なものが利用されている。

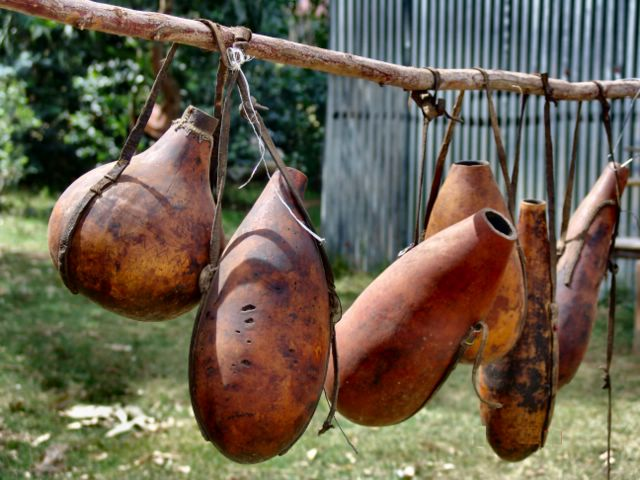
最古の栽培植物の一つとされる瓢箪（ひょうたん）の実を加工して作った容器。画像はケニアのもの。なお、「瓢箪」の「箪」の字義は「竹製の丸い容器」。

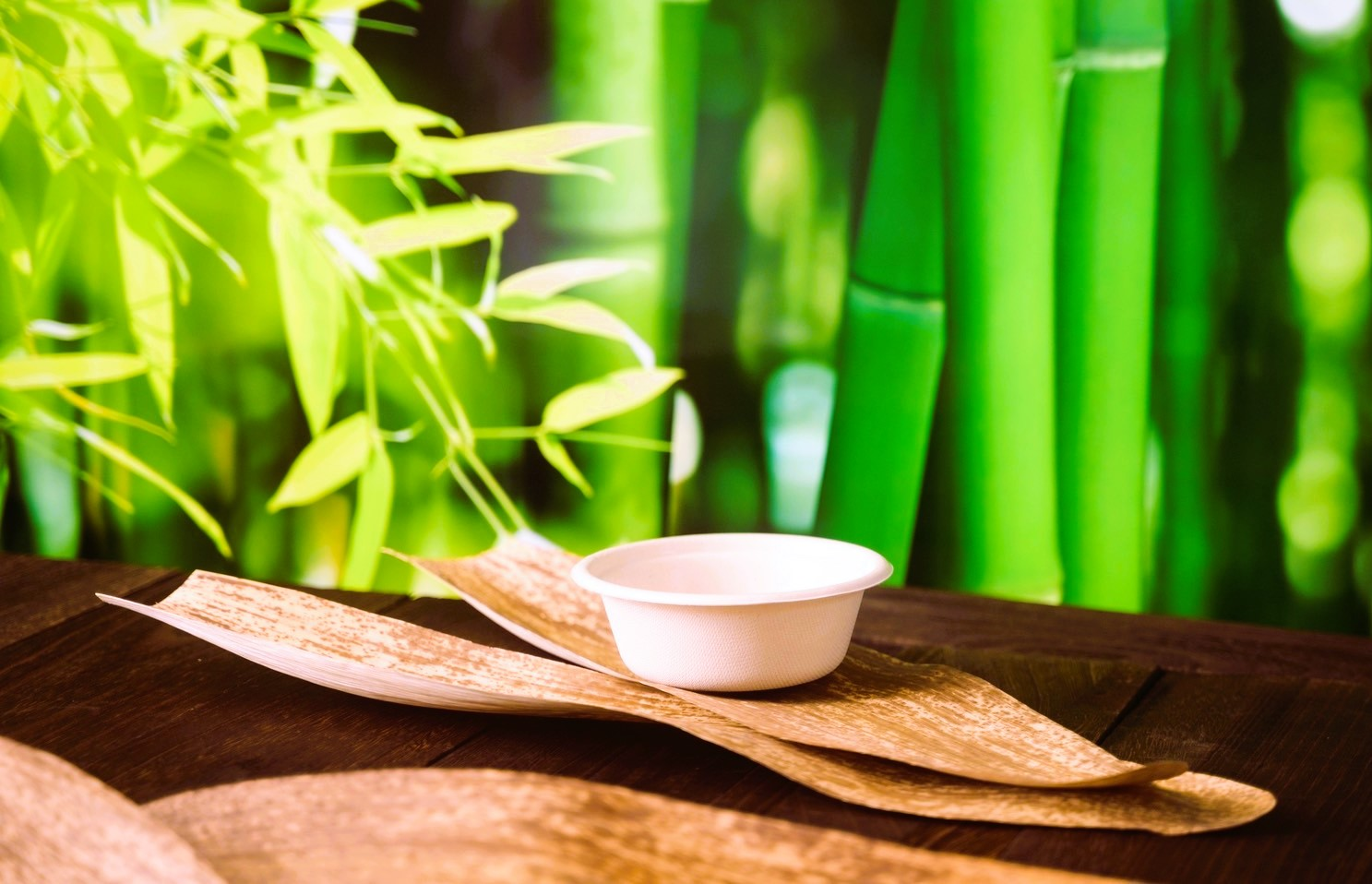
竹を粉砕しパルプ状にして作るモールド容器 ヨネヤマ製

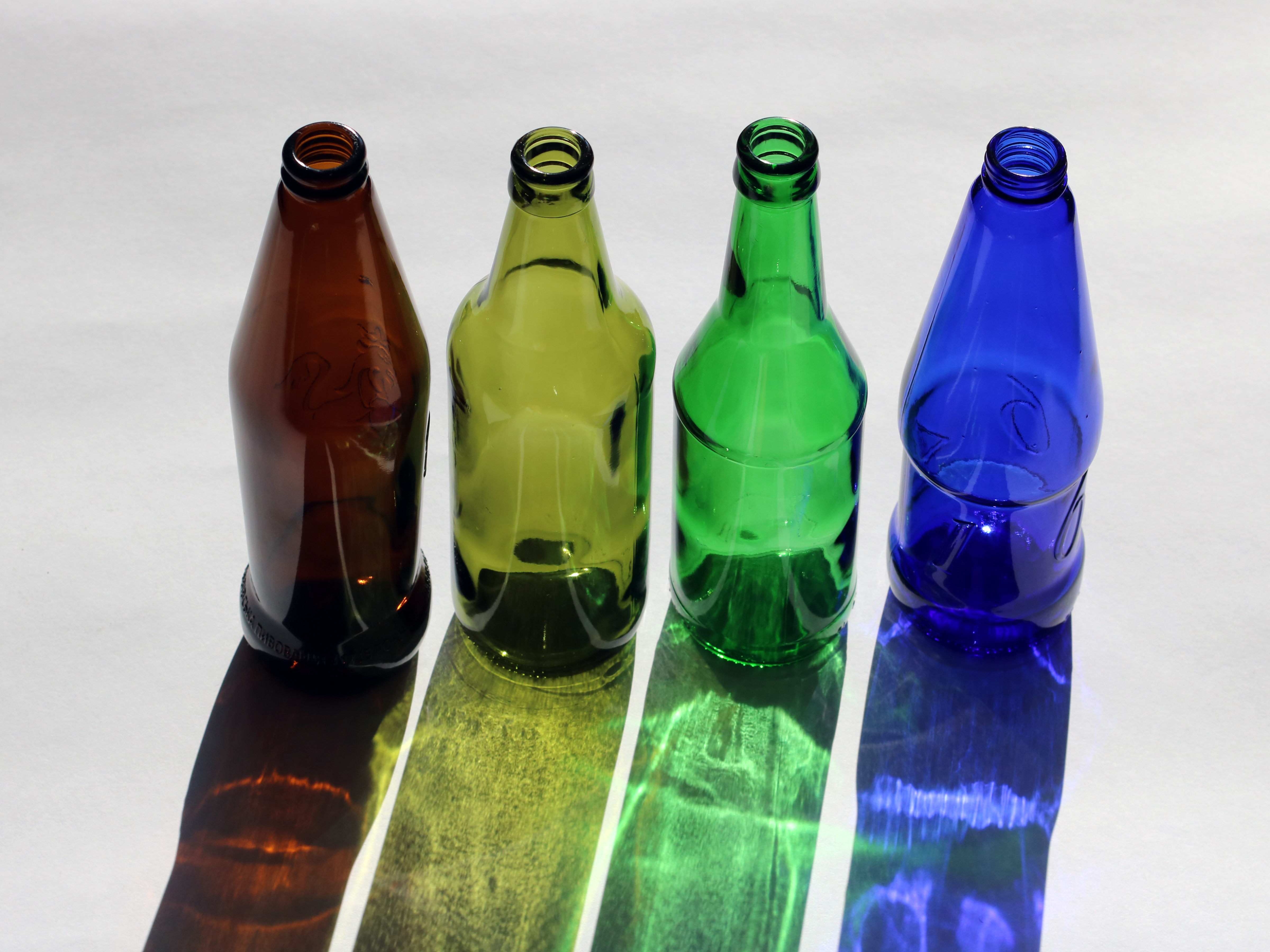
色とりどりのガラス瓶

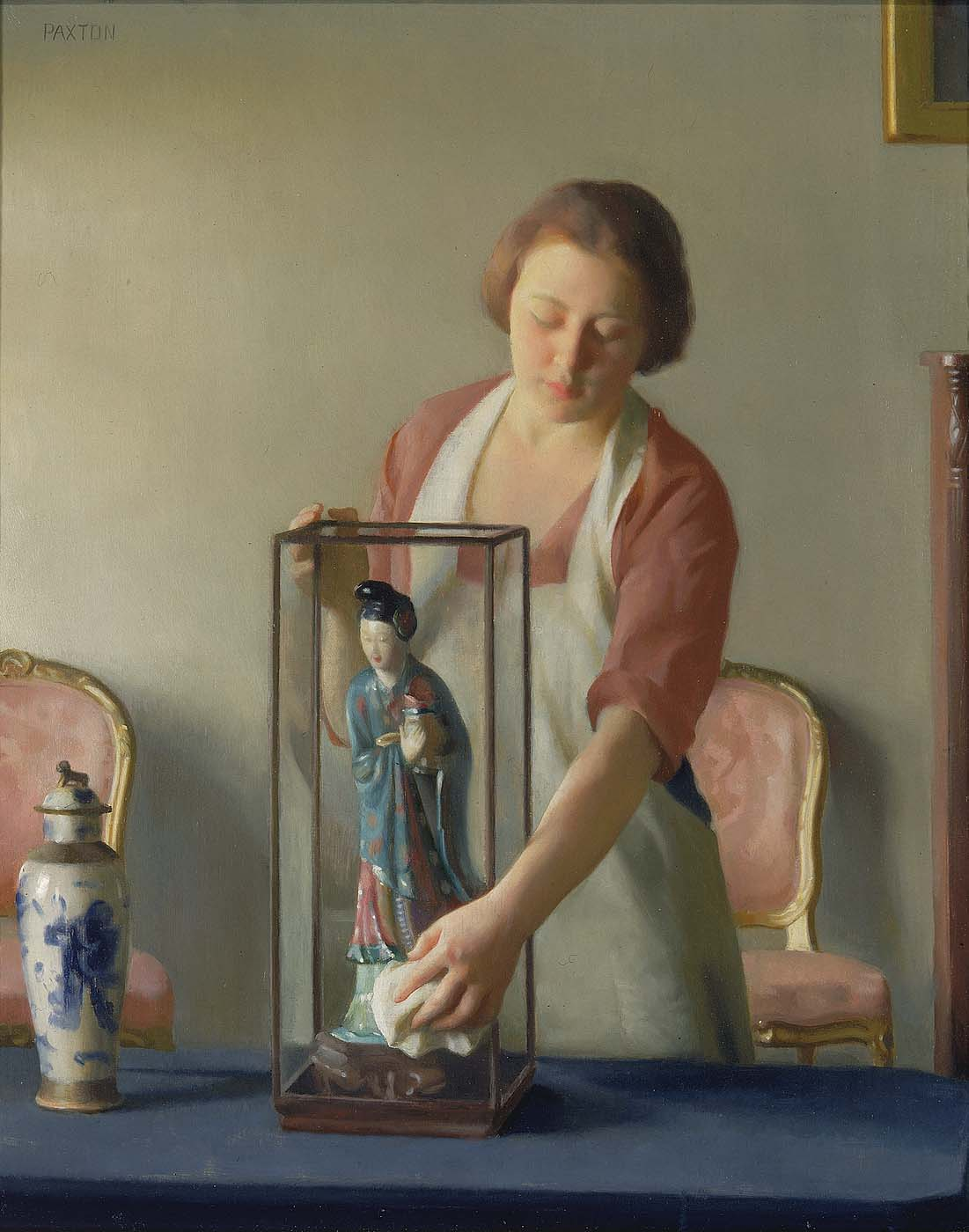
磁器製の人形（豆像）を納めた展示用のケースを掃除する女性
ウィリアム・マクレガー・パックストン"The Figurine "。アメリカ人画家の手になる1921年の油彩画。

容器には再使用を前提とするものと、使い捨てを前提とするものがあり、例えば後述する瓶だけをとってもリターナブル瓶とワンウェイ瓶のような利用形態による分類もある。また商業における商品を入れ消費者の手元まで内容物を保護するための容器として、パッケージ（包装）という形態の使い捨て容器があり、一方では繰り返し使うための汎用の、運搬のための道具として鞄という一種の容器が存在する。ケースと呼ばれうるものでは、内容物は常に決まっているが、その内容物を適切に保存し、必要に応じて取り出して使うための道具といえる。特にケースの場合は、内容物が消耗品として消費され、適時入れ替えられるものも含んでいる。
所定の目的に即して、必要な物品を一まとめにしておくための容器も見られ、こと箱ではその目的別に様々な箱が日常的に利用されている。こういった容器は人間が文明を築いていく過程で様々なものが作られ、利用されてきた。今日人間を人間たらしめている「文化的な生活」を支えるには容器は不可欠であり、人間の活動が見られる場所には、様々な容器が、広く用いられている。
また、この「容器」は時に経済・社会上における概念として用いられることがあり、主に領域に関することで使われている。

## 主な容器
- 箱 - (ボックス)主に自立する立方体。マッチ箱、箪笥など。
- 袋 - (バッグ)主に内容物の形状や圧力で形状が変化する。リュックサック、衣類のポケットなど。
- 瓶 - (ボトル)主に流体を収めるためのもの。口が細く中が広い物が多い。硬質の袋ともいえる。
- 缶 - (キャニスター)金属で作られており、缶詰は特に密閉性が高く内容物を強固に保存し、茶筒など開け閉めがし易く繰り返しの利用に便利なものまで様々で金属製の箱とも言える。

用途による分類
- 輸送コンテナ - 貨物輸送用の容器。ほか。
- 食器 - 食事のために一時的に料理を入れておくための容器。
- パニット（punnet） - フルーツや野菜など売る時に入れる小さな容器。

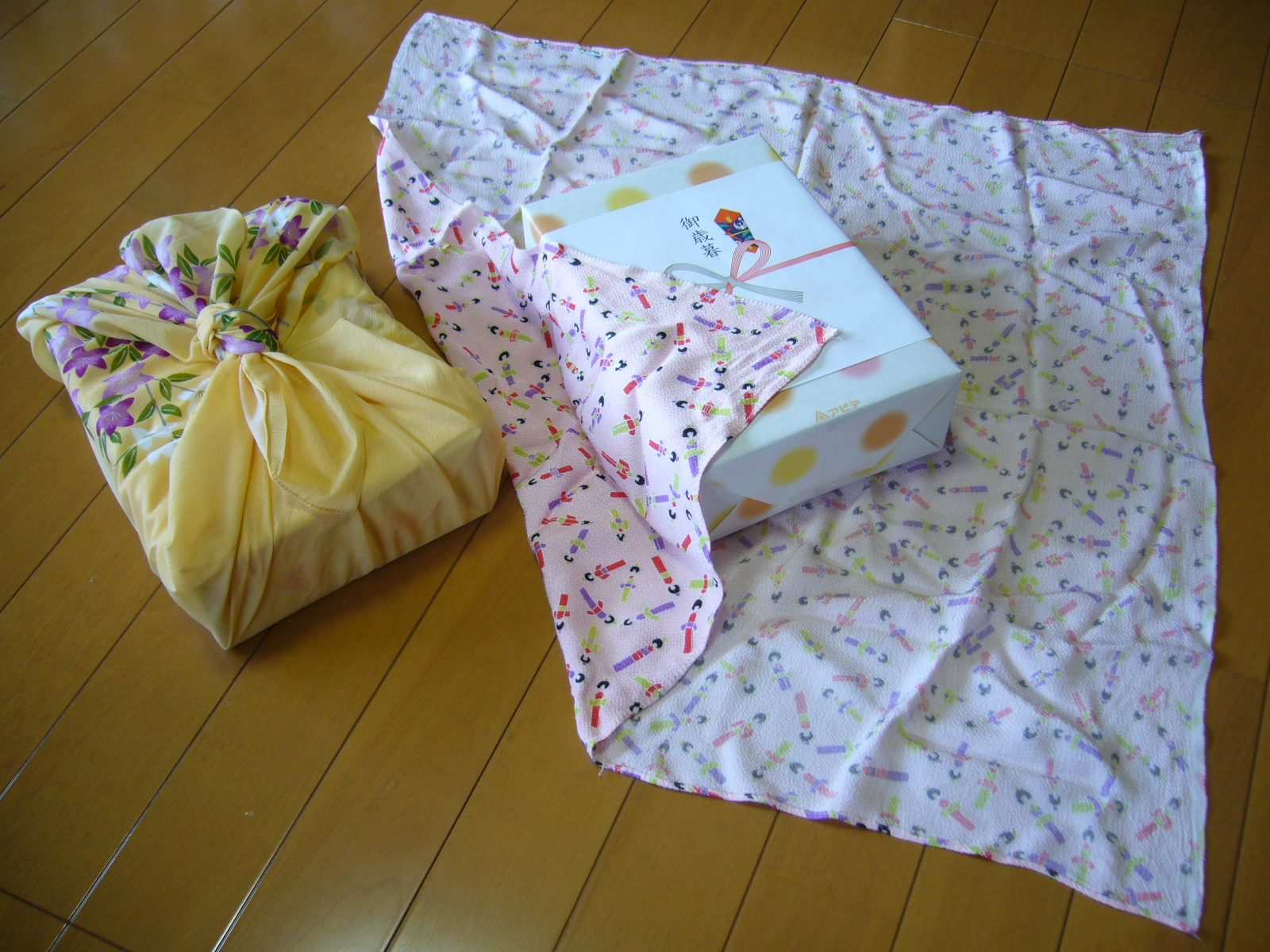
使わない風呂敷は単なる布であるが、包むことで容器の機能を果たす。
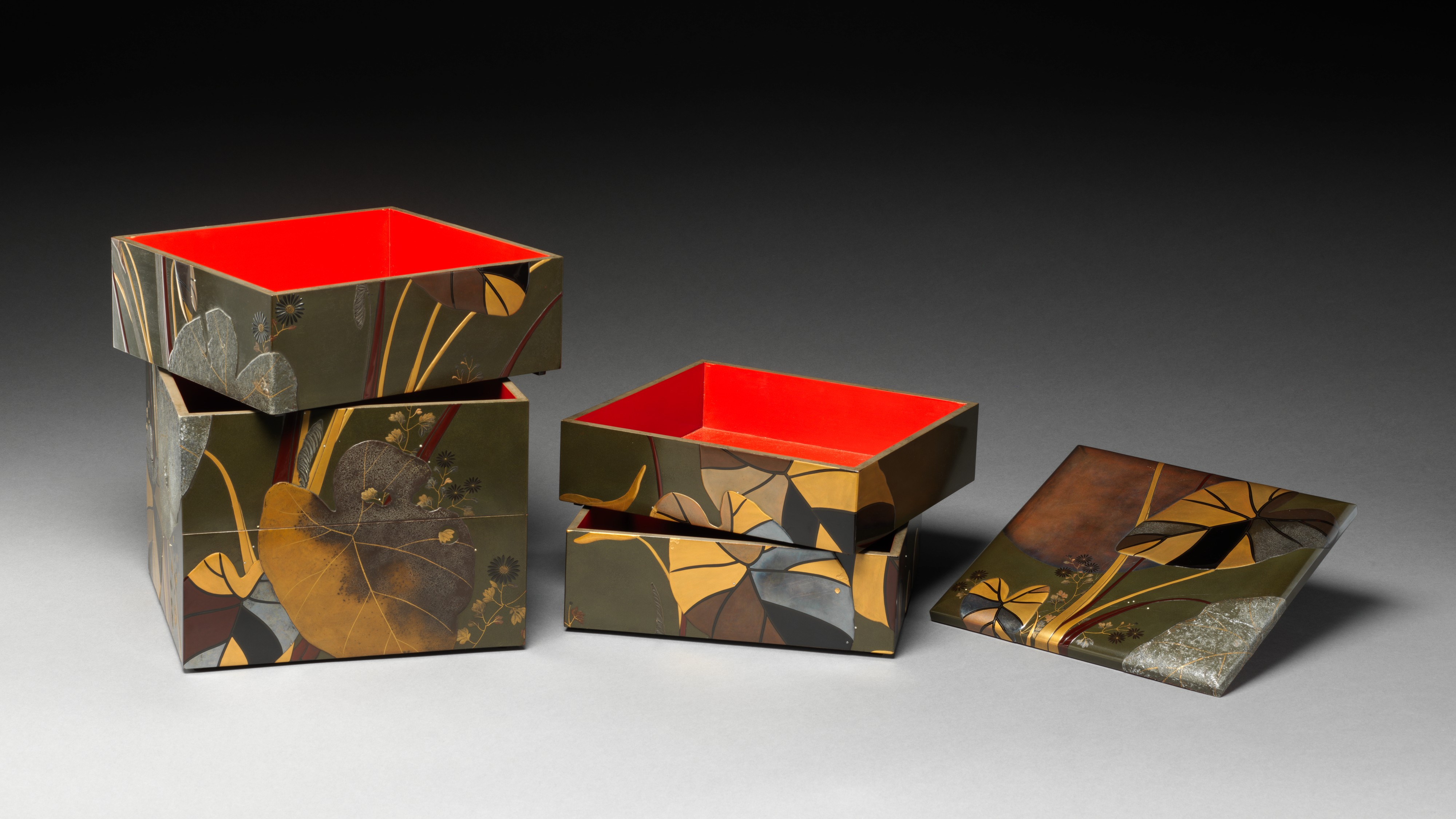
意匠を凝らした木製容器。画像は重箱。
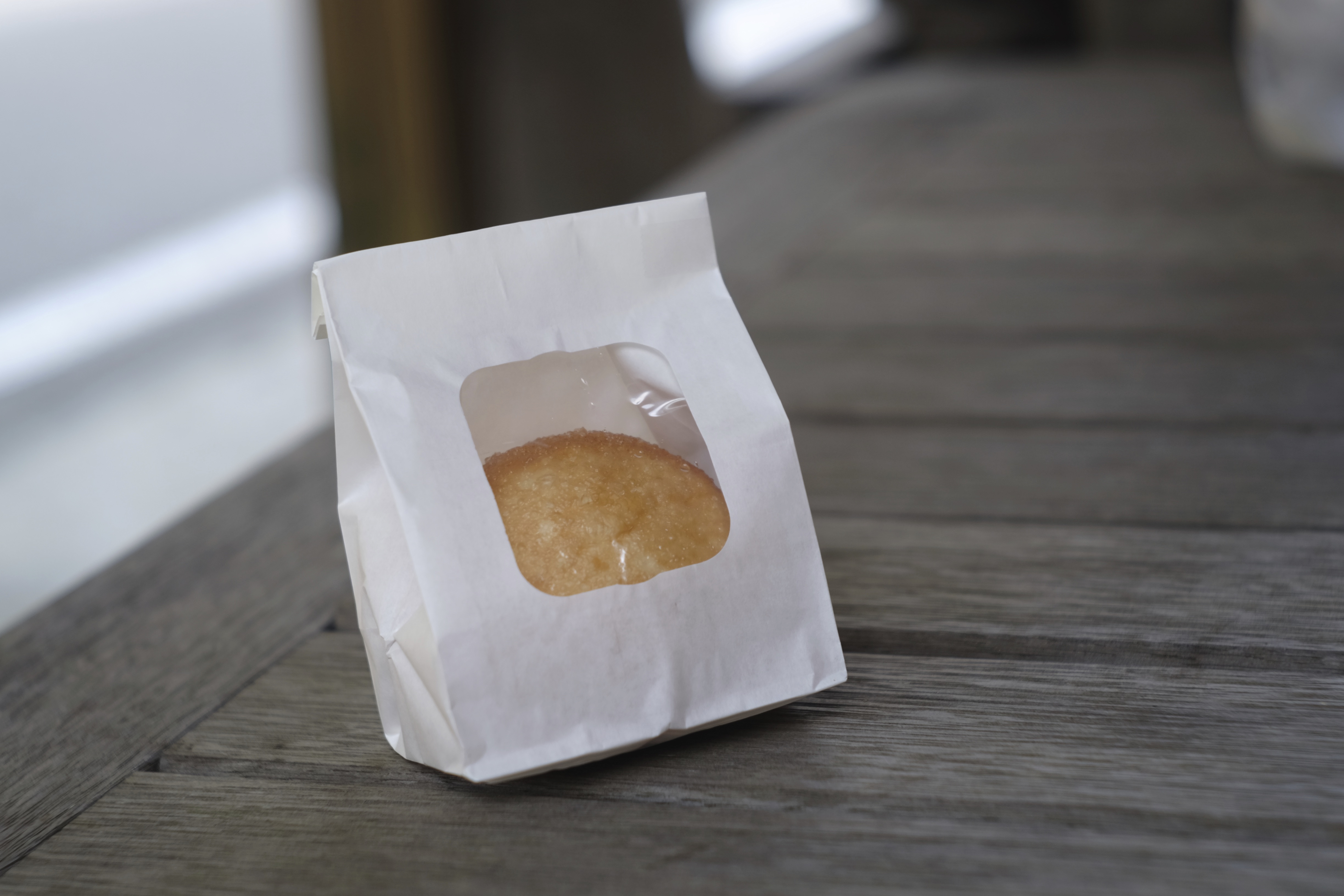
紙袋は、紙製の袋であり、容器の一種。画像のものは透明ビニール製の窓付き。
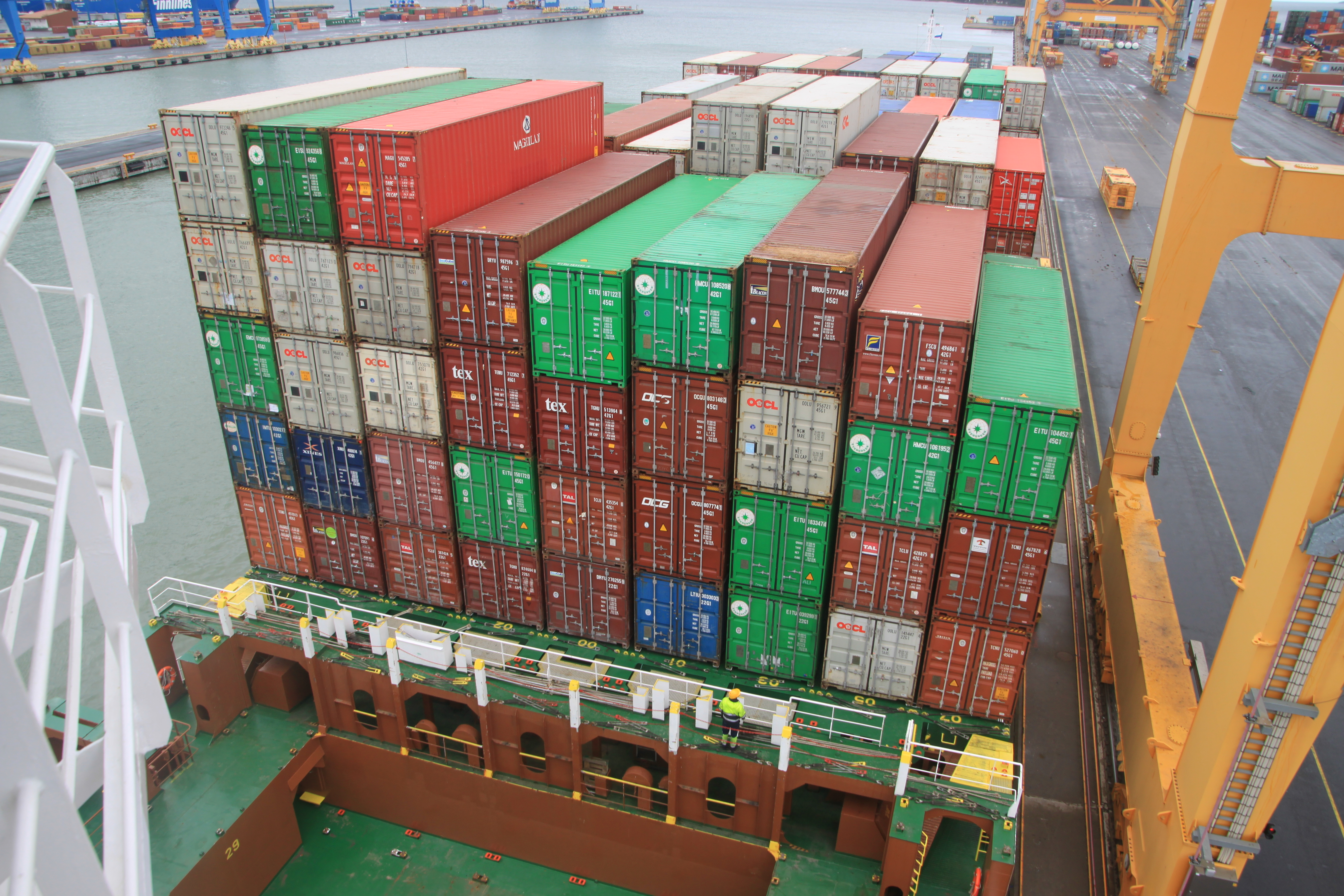
貨物用のコンテナは、貨物の輸送にも長期の保管にも利用されており、収納する物品に合わせて特化した機能を備えたものもある。その意味では究極の容器の一形態も言える。